# راکول بی-۱ لنسر
راکوِل بی-۱ لنسر (به انگلیسی: Rockwell B-1 Lancer) یک بمب‌افکن راهبردی و چهار موتورهٔ فراصوت و سنگین در نیروی هوایی آمریکا است که از بال متحرک بهره می‌برد. این بمب‌افکن توسط شرکت راکول (اکنون بخشی از شرکت بوئینگ) ساخته شده‌است. بی-۱ محصول نیاز نیروی هوایی آمریکا به یک بمب‌افکن فراصوت و دوربرد است که باید جایگزین بی-۵۲ استراتوفورترس می‌شد. نخستین مدل‌های این بمب‌افکن با نام بی-۱ ای در اوایل دهه ۱۹۷۰ تولید شد اما ساخت آن‌ها لغو و فقط ۴ فروند از آن‌ها ساخته شد. در اوایل دهه ۱۹۸۰ مجدداً این بمب‌افکن با نام بی-۱ بی با تأکید بر سطح مقطع راداری پایین، مورد بازنگری قرار گرفته و در سال ۱۹۸۶ به عنوان یک بمب افکن اتمی وارد خدمت در نیروی هوایی آمریکا شد.
این بمب‌افکن در دهه ۱۹۹۰ به بمب‌افکن متعارف تغییر کاربری داده و در سال ۱۹۹۱ در عملیات طوفان صحرا در بمباران عراق شرکت کرد. در سال بعد در عملیات ناتو در کوزوو شرکت کرد و پس از آن به همراه نیروهای ناتو در افغانستان و عراق وارد عملیات نظامی شد. با بازنشسته شدن ای اف-۱۱۱ راون در سال ۱۹۹۸ و بازنشسته شدن اف-۱۴ تام‌کت در سال ۲۰۰۶ در حال حاضر بی-۱ تنها هواپیمای بال متحرکِ در حال خدمت نیروی هوایی آمریکا است. در آخرین برآورد ارزش ۱۰۰ فروند از این بمب‌افکن به همراه تجهیزات آن حدود ۲۰/۵ میلیارد دلار تخمین زده شد. این بمب‌افکن در سال ۲۰۲۱، در کنار بی-۲ اسپیریت و بی-۵۲، یکی از سه بمب‌افکن راهبردی فعال در نیروی هوایی آمریکاست. ۴۵ فروند بی-۱بی در سال ۲۰۲۱ در نیروی هوایی آمریکا در حال خدمت هستند. از سال ۲۰۲۵ جایگزینی بی-۱ با بمب‌افکن جدید نورثروپ گرومن بی-۲۱ آغاز شده و تمامی بی-۱ها تا سال ۲۰۳۶ بازنشسته خواهند شد.

## عملیات‌ها
بی-۱ لنسر از سال ۱۹۸۵ تا سال ۱۹۹۷ در نقش بمب‌افکن اتمی به ایفای نقش می‌پرداخت. با پایان یافتن جنگ سرد نقش لنسر به عنوان بمب‌افکن اتمی نیز پایان یافت و در سال ۱۹۹۰ با دو مورد آتش‌سوزی در موتور این بمب‌افکن، کلیه پروازهای آن‌ها در نقش بمب‌افکن اتمی لغو شد و با تعمیر و بازگشت مجدد به نیروی هوایی نقش مهمی در جنگ خلیج فارس در سال ۱۹۹۱ ایفا کرد. سپس از این بمب‌افکن در گارد ملی هوایی آمریکا استفاده شد. عملیات نظامی بعدی در سال ۱۹۹۸ و حمله به زیرساخت‌های عراق توسط آمریکا و بریتانیا بود و پس از آن در سال ۱۹۹۹ به همراه نیروهای متحد در بالکان و طی بمباران یوگسلاوی توسط ناتو حضور فعال داشت.
در جنگ افغانستان در سال ۲۰۰۱ و سپس در جنگ عراق در سال ۲۰۰۳ این بمب‌افکن حضوری پُررنگ داشت و بسیاری از نقش‌های بمب‌افکن قدیمی بی-۵۲ را بر عهده گرفت.
در مارس ۲۰۱۱ بمب‌افکن‌های بی-۱ متعلق به پایگاه نیروی هوایی الزورت به‌عنوان بخشی از عملیات طلوع ادیسه و سرنگونی رژیم معمر قذافی، اهدافی در لیبی را بمباران کردند.
از سال ۲۰۱۴ و طی جنگ داخلی سوریه، بی-۱ها حملاتی علیه داعش را آغاز کردند. در جریان محاصره کوبانی، لنسرها طی ۵ ماه، ۶۶۰ بمب، در حمایت از کردها، علیه نیروهای داعش استفاده کردند. تخمین زده می‌شود که در این حملات، هزار تروریست داعش کشته شده‌اند.
بمب‌افکن‌های بی-۱ در ۱۴ آوریل ۲۰۱۸ در بمباران دمشق و حمص شرکت کردند. بی-۱ها در این حملات، ۱۹ موشک ای‌جی‌ام-۱۵۸، علیه مواضع حکومت سوریه شلیک کردند.

## سوانح هوایی

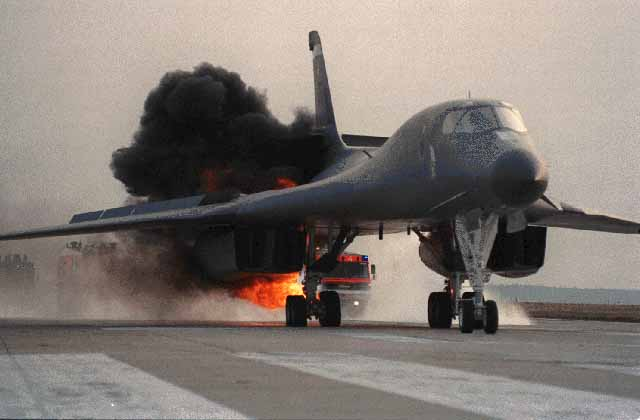
آتش‌سوزی بی-۱بی در ژوئن ۱۹۹۴ در آلمان

از ۱۹۸۴ تا ۲۰۰۱، تعداد ۱۰ فروند بی-۱ لنسر در سانحه هوایی از بین رفته‌اند که در این بین ۱۷ نفر از خدمه این بمب‌افکن کشته شده‌اند. آخرین حادثه مربوط به سال ۲۰۰۸ و در پایگاه هوایی العدید قطر بود که طی آن به علت نقص در سیستم هیدرولیک یک فروند بی-۱ بی به مانع بتونی برخورد و دچار آتش‌سوزی شد. در این سانحه سرنشینان هواپیما نجات پیدا کردند اما به علت انفجار تسلیحات، بمب‌افکن به‌طور کامل نابود شد.

## کاربران
ایالات متحده آمریکا
نیروی هوایی آمریکا

## مشخصات

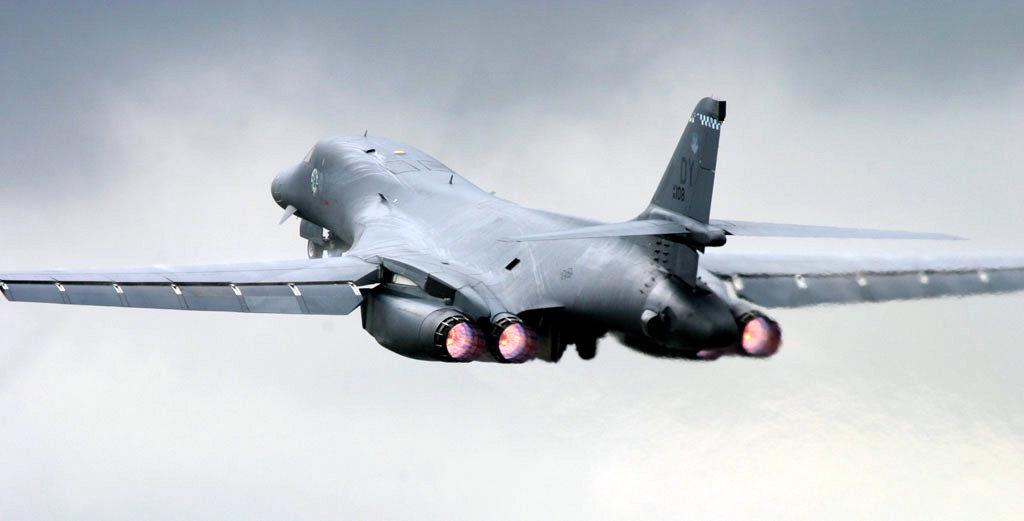
بی-۱ بی از نمای پشت (۲۰۰۴)

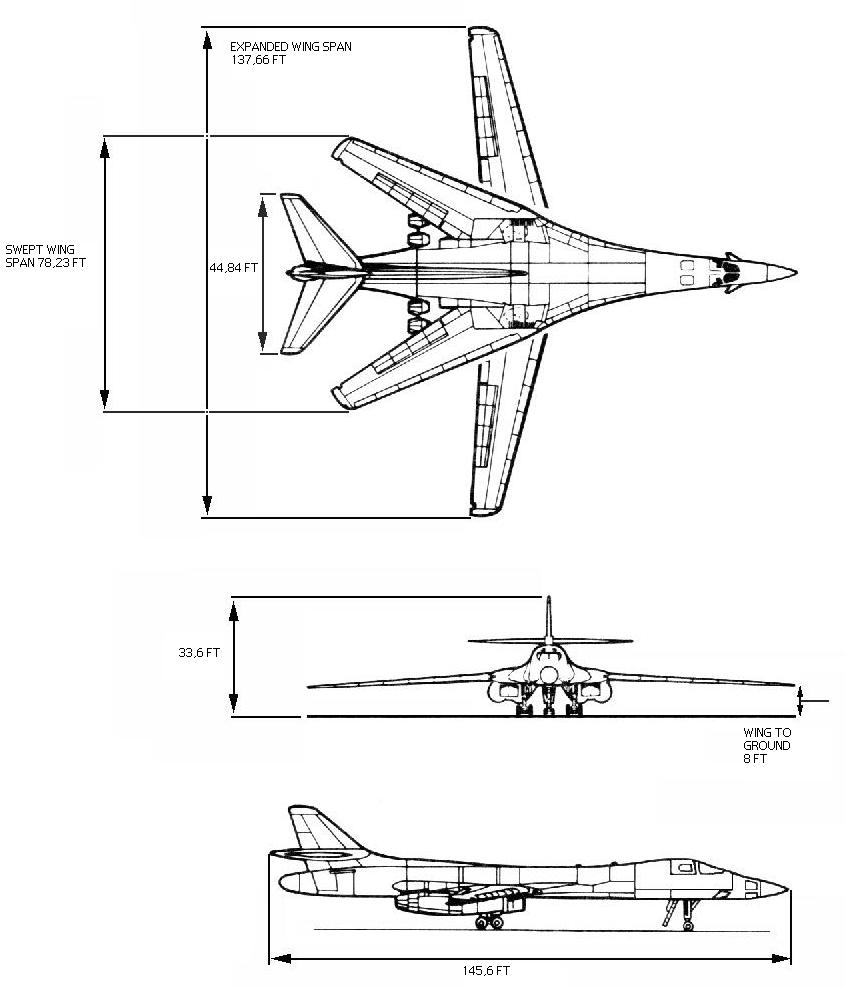
ابعاد بی-۱ بی

منبع اطلاعات U.S. Navy file, Spick, M.A.T.S.
مشخصات عمومی
- خدمه: ۴ نفر شامل فرمانده هواپیما، خلبان، افسر سیستم‌های دفاعی و افسر سیستم‌های تهاجمی
- طول: ۱۴۶ فوت (۴۴/۵ متر)
- پهنای بال: ** باز شده: ۱۳۷ فوت (۴۱/۸ متر)
  - جمع شده: ۷۹ فوت (۲۴٫۱ متر)
- ارتفاع: ۳۴ فوت (۱۰/۴ متر)
- بال: مساحت ۱٬۹۵۰ فوت مربع (۱۸۱/۴ متر مربع)
- وزن خالی: ۱۹۲۰۰۰ پوند (۸۷٬۱۰۰ کیلوگرم)
- وزن بارگیری: ۳۲۶۰۰۰ پوند (۱۴۸۰۰۰ کیلوگرم)
- بیشینه وزن برخاست: ۴۷۷۰۰۰ پوند (۲۱۶٬۴۰۰ کیلوگرم)
- پیشرانه: ۴×  ۴ موتور توربوفن جنرال الکتریک اف۱۰۱ با پس‌سوز
  - نیرو ی خشک: ۱۴۶۰۰ پوند (64.9 kN) هرکدام
  - نیرو با پس سوز ۳۰۷۸۰ پوند (136.92 kN) هرکدام

 عملکرد 
- سرعت بیشینه: ۱/۲۵ ماخ (830 mph, 1340 km/h) at high altitude
- شعاع عملیاتی: ۲٬۹۹۳ ناتیکال مایل (3,445 mi, 5,543 km)
- برد ترابری: ۶۵۸۸ ناتیکال مایل (7,456 mi, 11,998 km)
- سقف پروازی: ۶۰۰۰۰ فوت (۱۸٬۰۰۰ متر)
- بارگیری بال: ۱۶۷ پوند بر فوت مربع (۸۱۶ کیلوگرم/متر مربع)
- نسبت نیرو به وزن: ۰/۳۸

جنگ‌افزار

- جایگاه‌ها: دارای ۶ جایگاه خارجی حمل تسلیحات و ۳ مخزن داخلی حمل بمب.
- بمبها: ** ۸۴×ام کا-۶۲ مین دریایی
  - ۲۴×ام کا-۶۵ مین دریایی
  - ۳۰×سی بی یو ۹۷/۸۷/۸۹
  - ۳۰×سی بی یو ۱۰۵/۱۰۴/۱۰۳
  - ۲۴×جی بی یو ۳۱
  - ۱۵×جی بی یو-۳۸
  - ۲۴×ام کا-۸۴
  - ۱۲×ای جی ام-۱۵۴
  - ۹۶×جی بی یو-۳۹
  - ۲۴×ای جی ام-۱۵۸
  - ۲۴×بی-۶۱ بمب اتمی
  - ۲۴×بی-۸۳ بمب اتمی

## نگارخانه

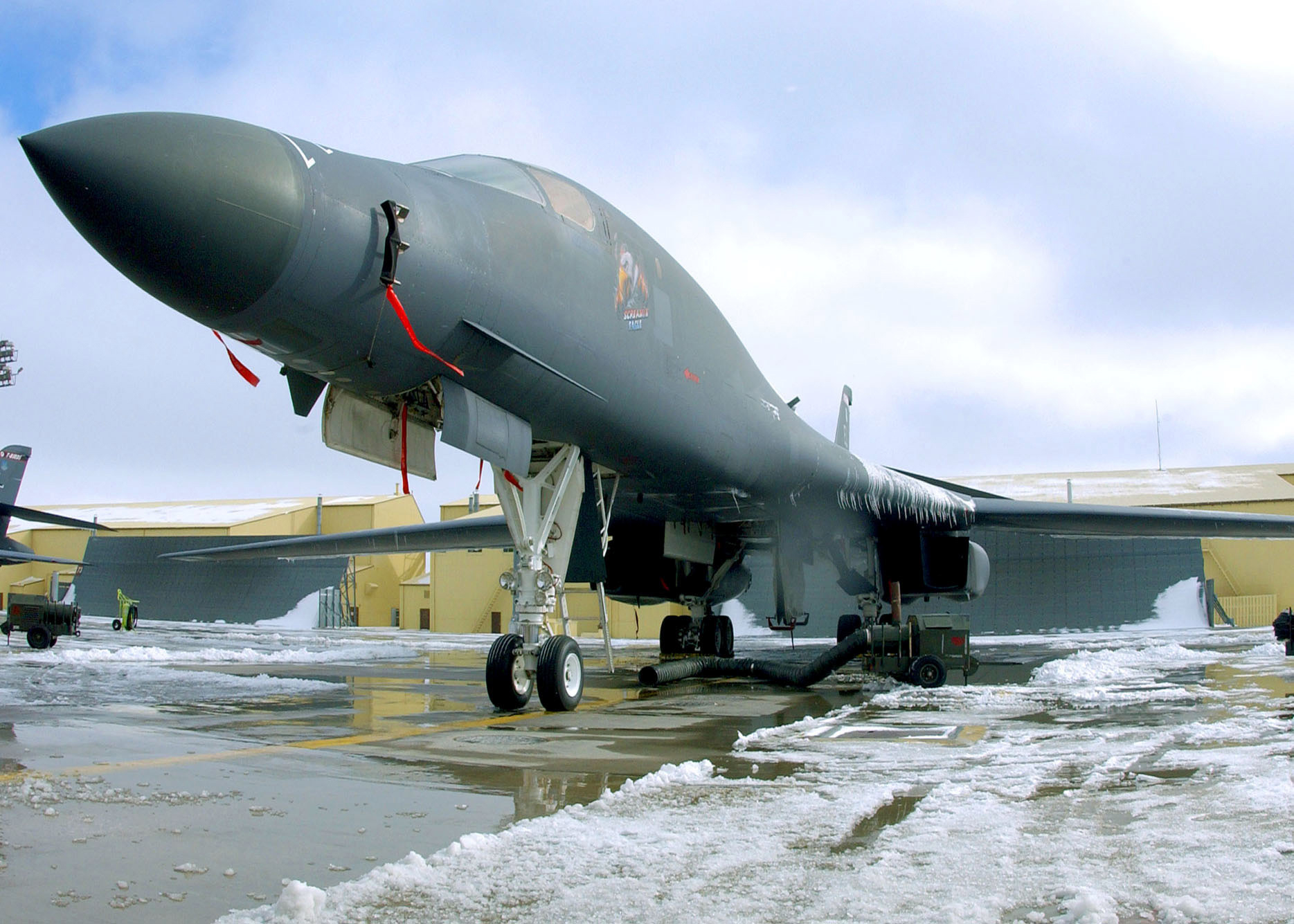
یک بی-۱بی در نمایش عمومی در پایگاه نیروی هوایی الکسورث
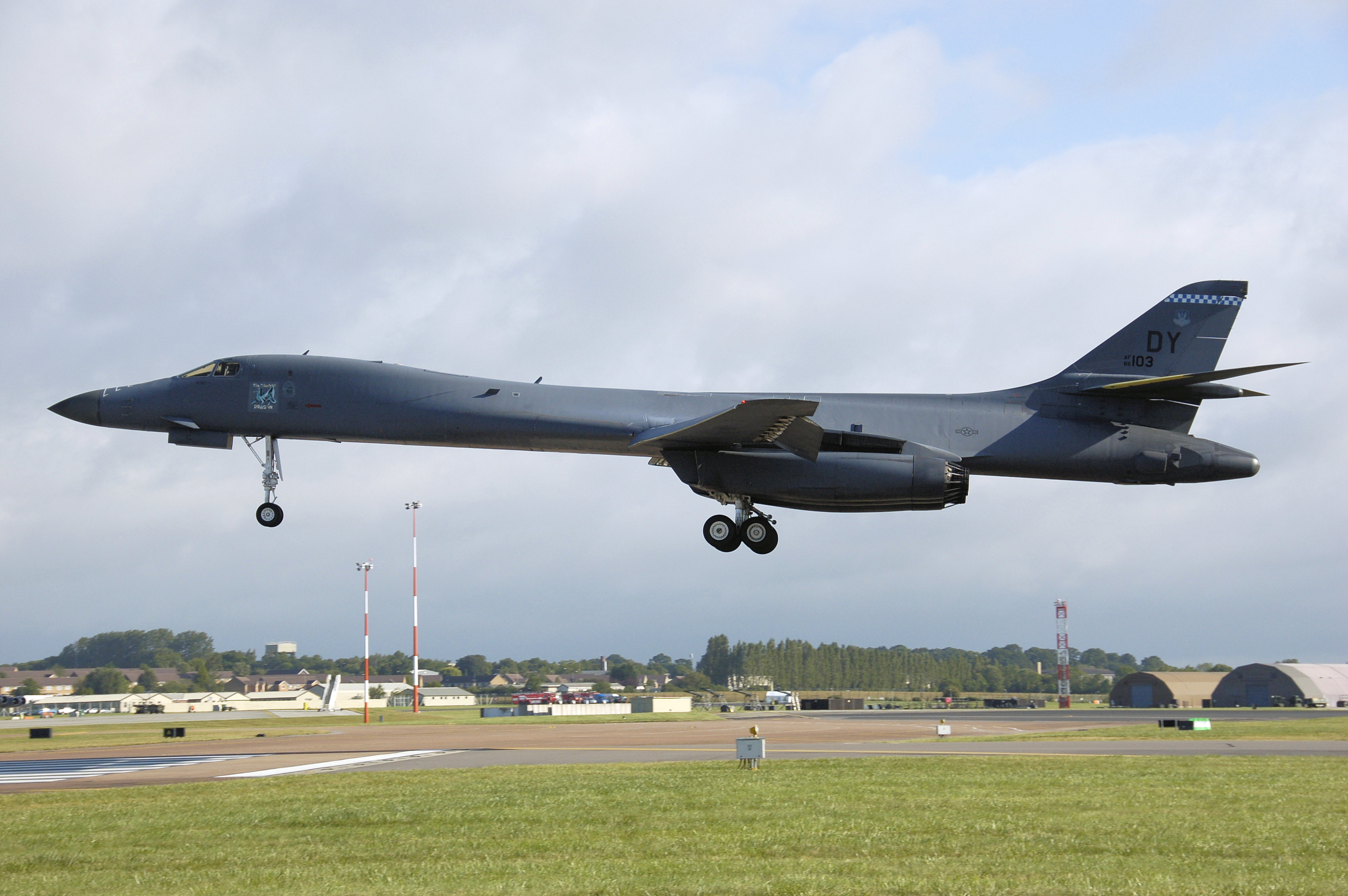
بی-۱بی در پایگاه هوایی سلطنتی رویال (انگلستان-۲۰۰۸ )
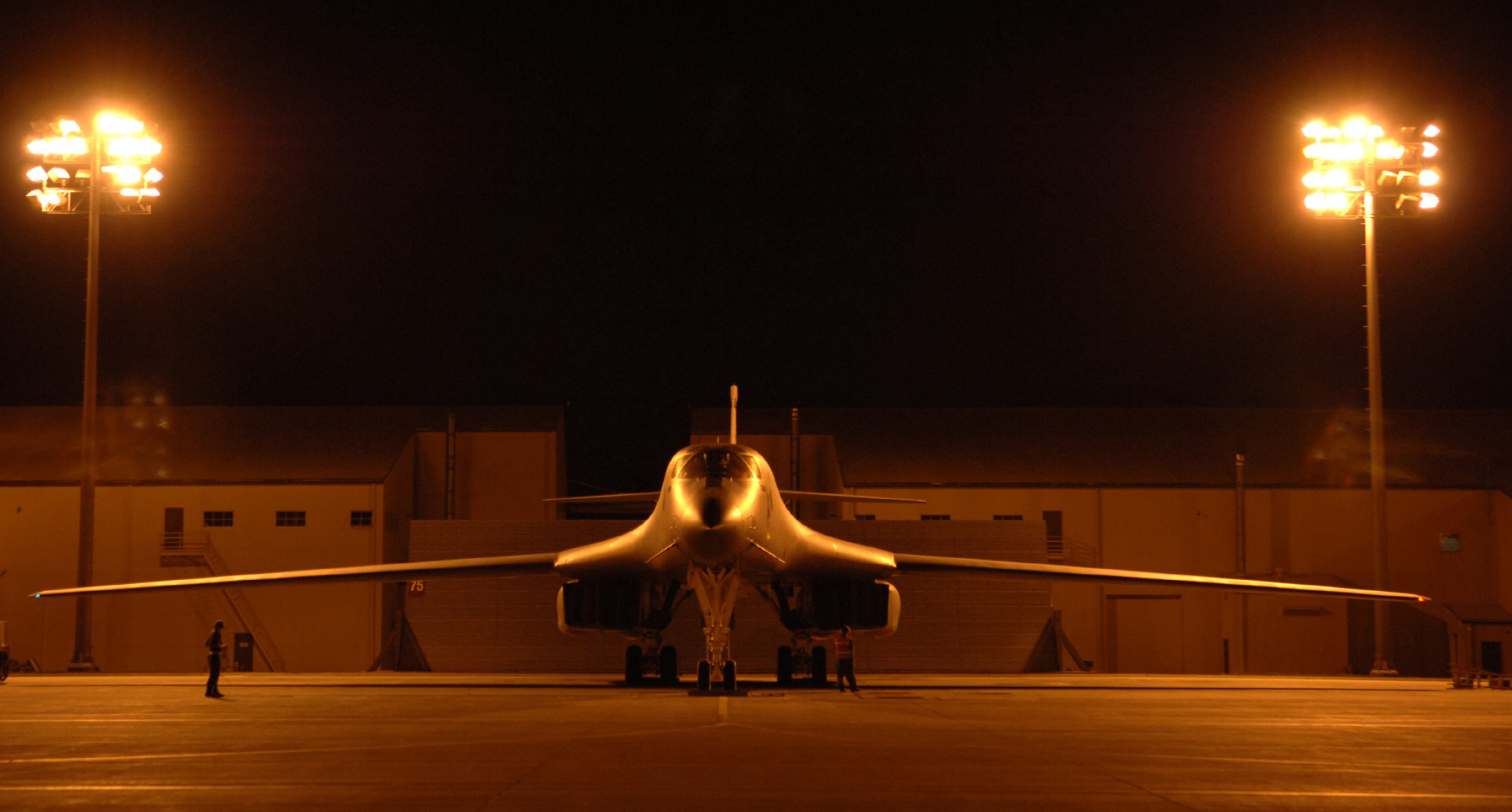
بی۱ در شب
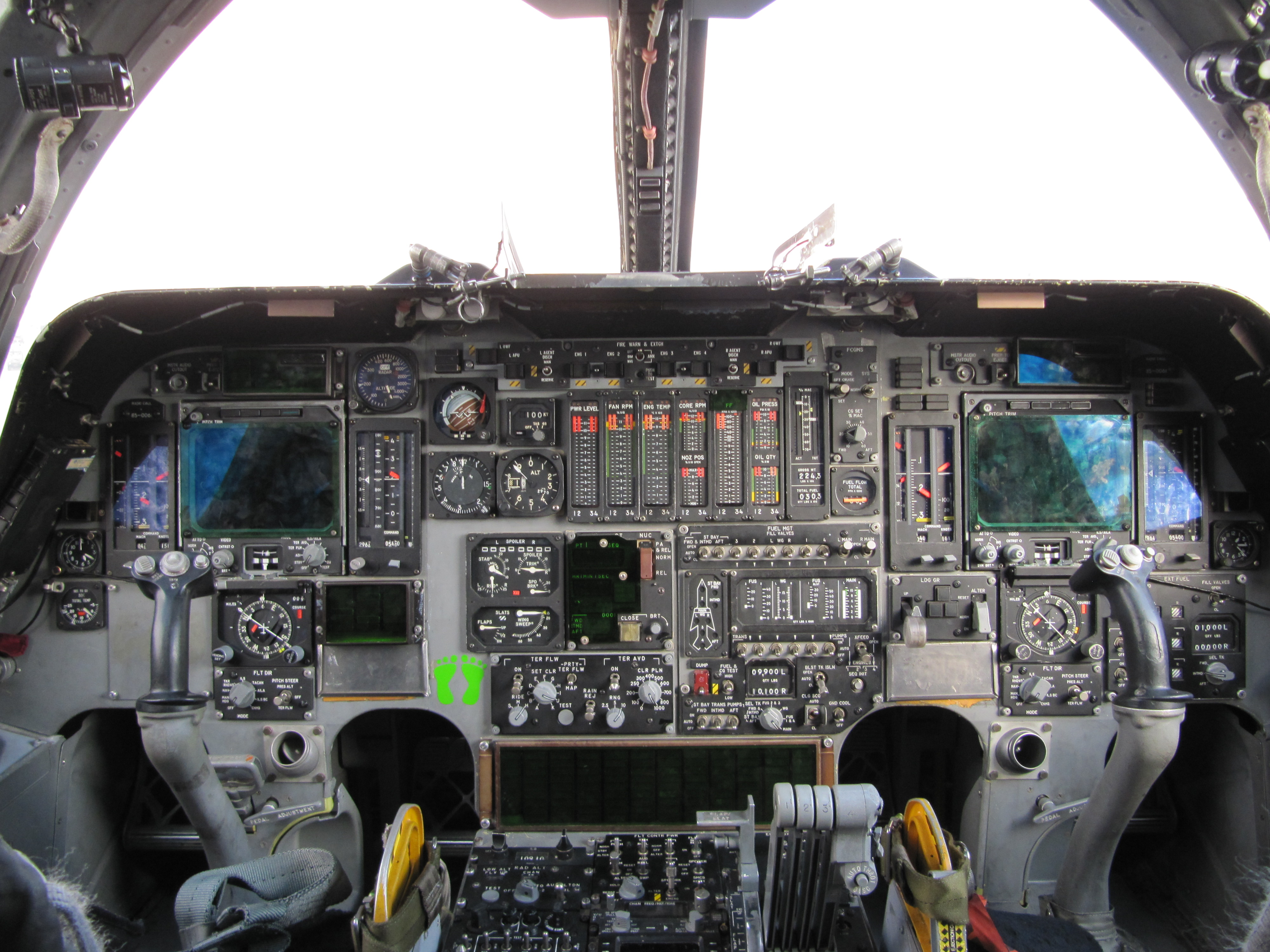
کابین خلبان بی۱ در روز
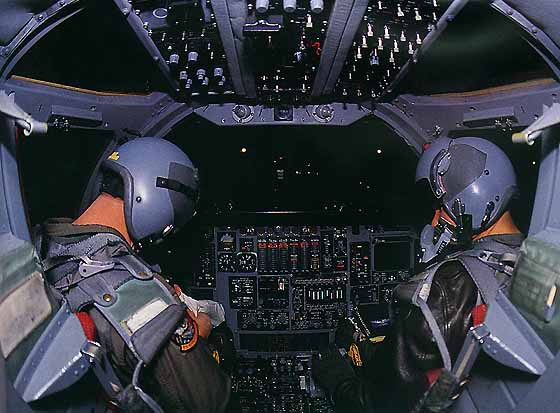
کابین خلبان بی۱ در شب
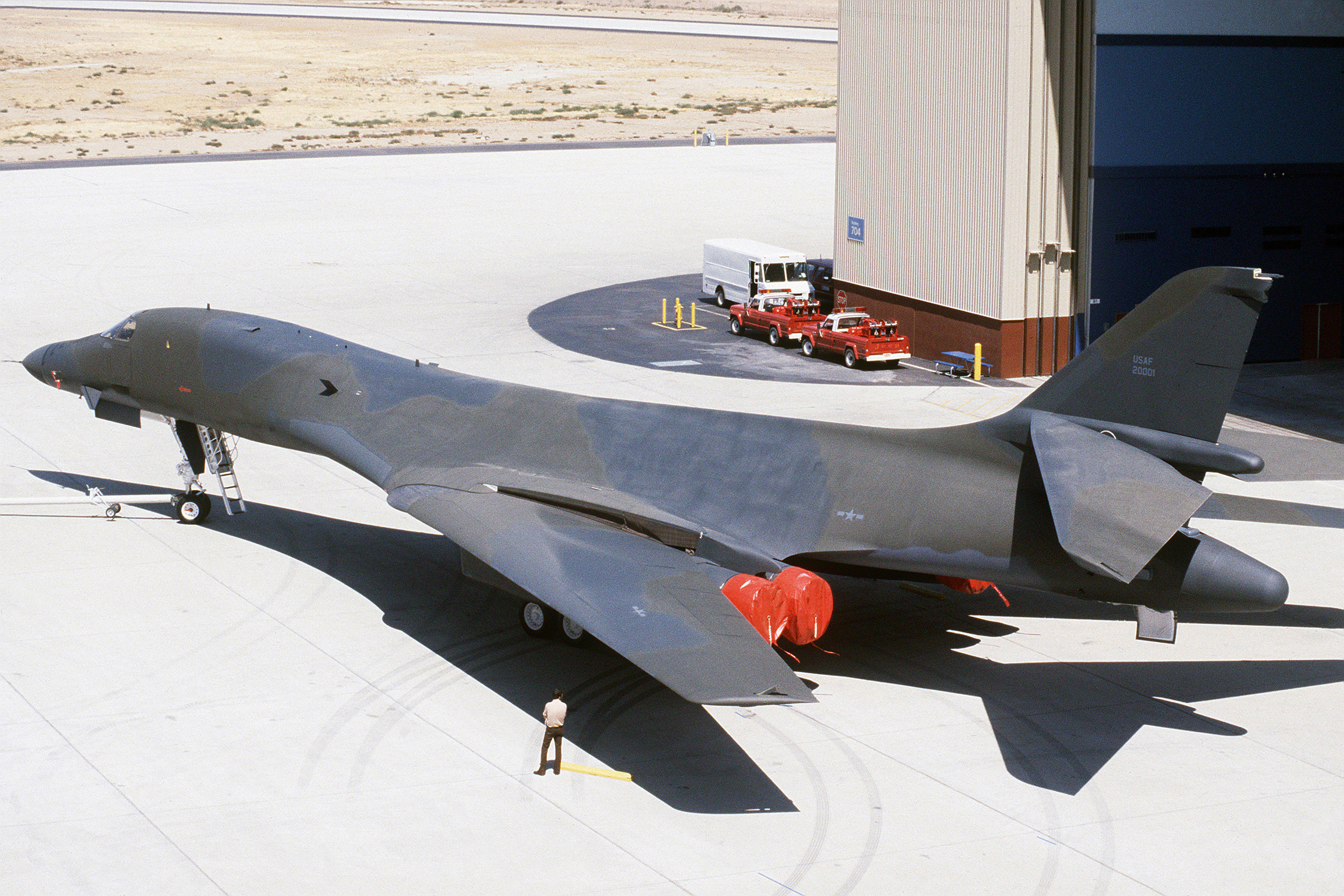
اولین بمب‌افکن بی-۱ بی در سال ۱۹۸۳ در پام دیل، کالیفرنیا
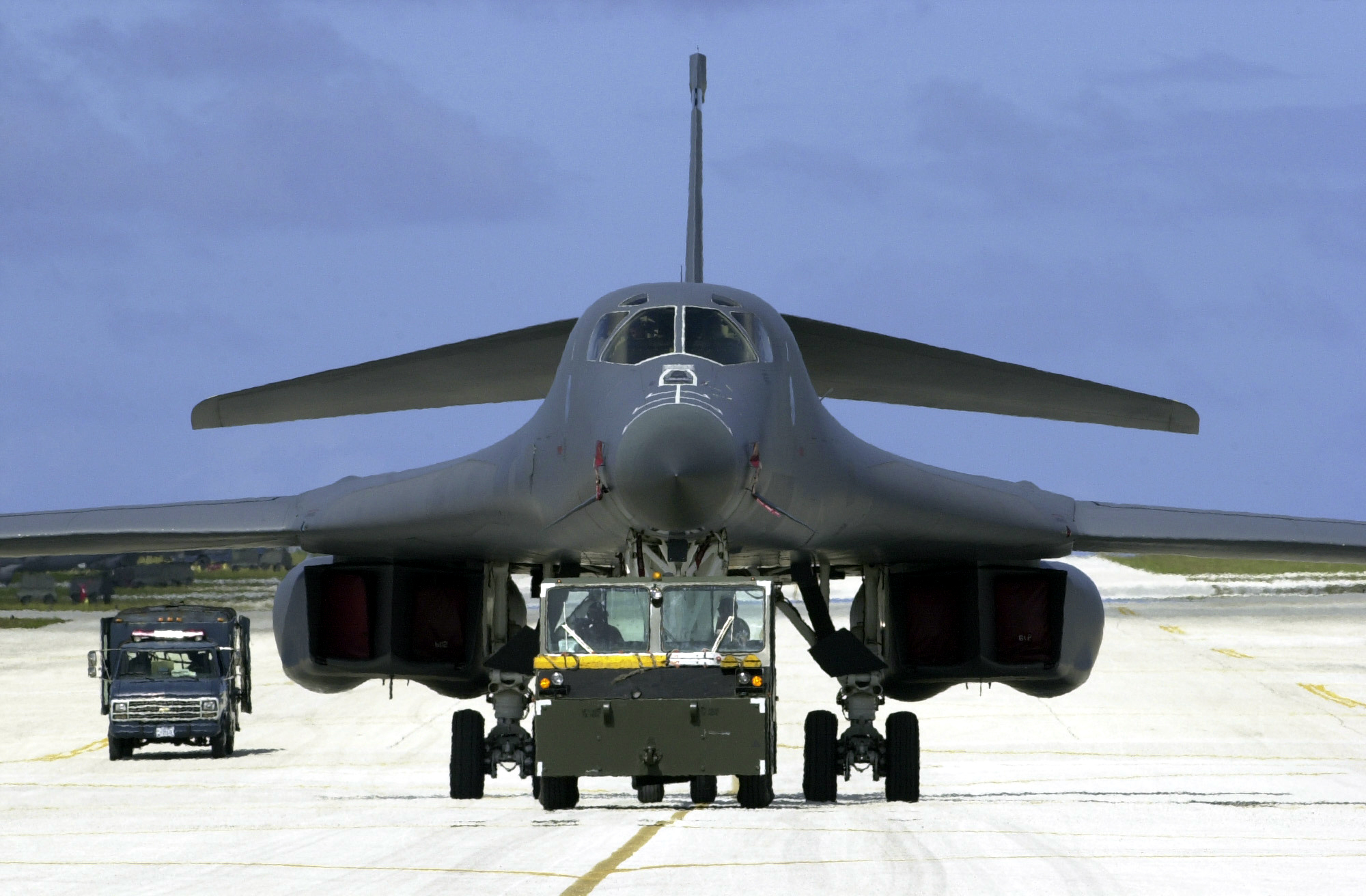
بی-۱ روی زمین
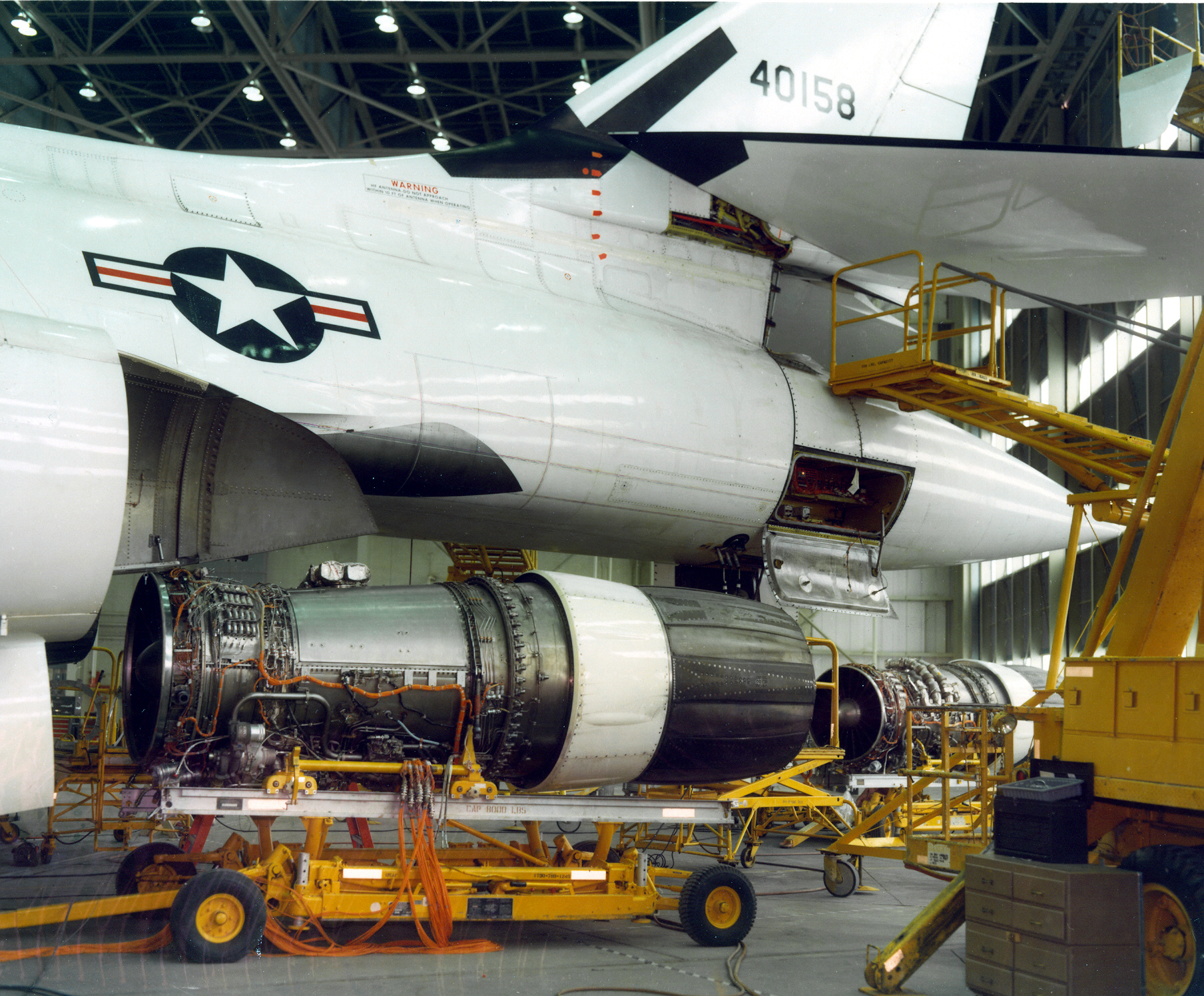
اُوِرهال موتور بی-۱
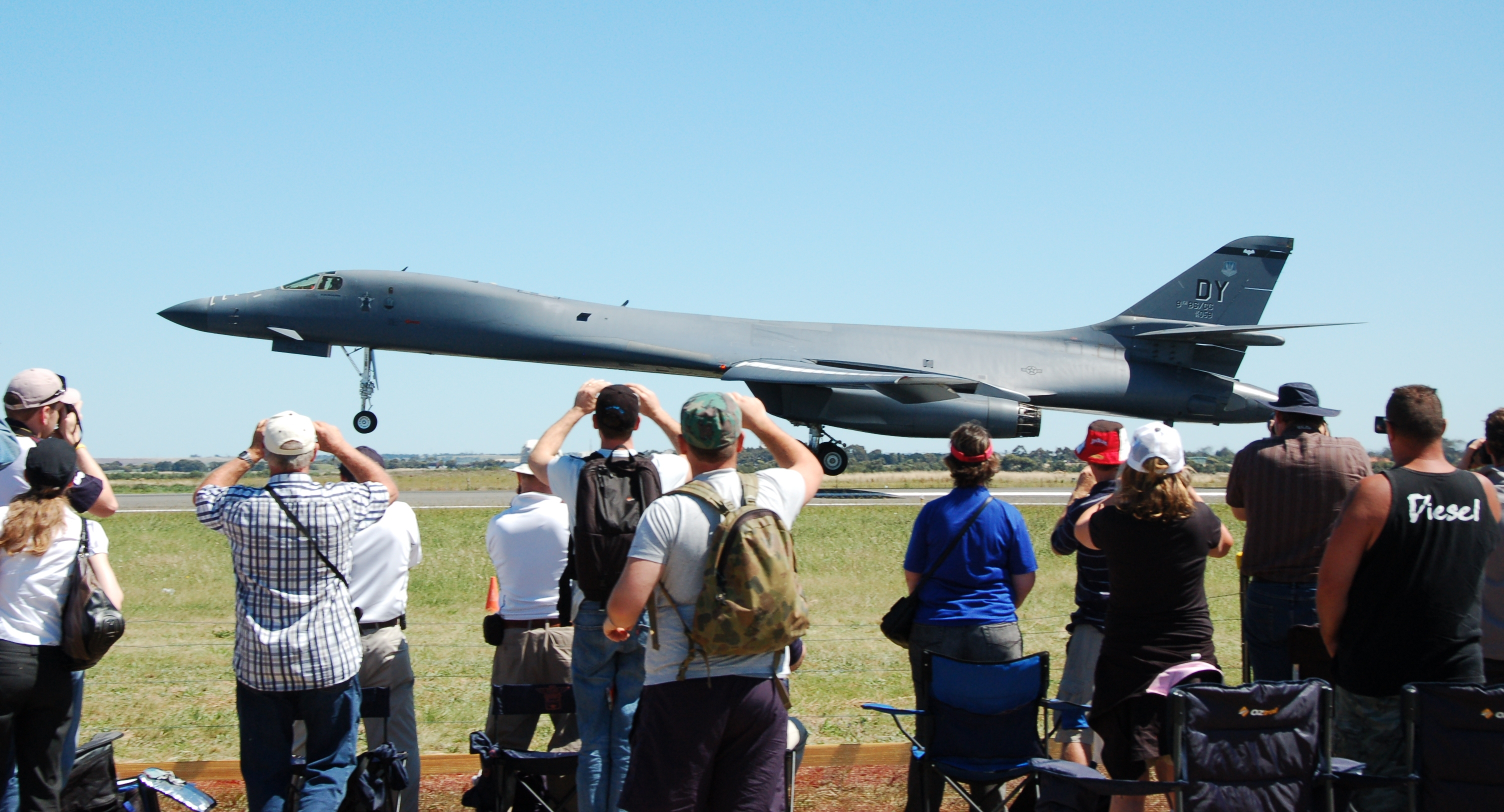
فرود بی۱-بی